# Sibiu Cycling Tour 2016
Die 6. Sibiu Cycling Tour 2016 war ein rumänisches Straßenradrennen. Das Etappenrennen fand vom 6. bis zum 10. Juli 2016 statt. Zudem gehörte das Radrennen zur UCI Europe Tour 2016 und war dort in der Kategorie 2.1 eingestuft.

## Teilnehmende Mannschaften
| Professional Continental Teams (4)- ONE Pro Cycling - CCC Sprandi Polkowice - Nippo-Vini Fantini - Androni Giocattoli-Sidermec Continental Teams (13)- Unieuro Wilier - ColoQuick-Cult - Cycling Academy - Soigneur-Copenhagen - Christina Jewelry - Stradalli-Bike Aid - D'Amico Bottecchia - Tusnad - Parkhotel Valkenburg Continental - Dukla Banská Bystrica - GM Europa Ovini - Differdange-Losch - Synergy Baku Project Nationalmannschaften (2)- Rumänien - Bulgarien |
| |

## Etappen
| Etappe    | Datum    | Etappenorte                 | type              | Länge (km) | Etappensieger     | Gesamtführender   |
| --------- | -------- | --------------------------- | ----------------- | ---------- | ----------------- | ----------------- |
| Prolog    | 6. Jul.  | Hermannstadt – Hermannstadt | Prolog            | 2,3        | Andrei Nechita    | Andrei Nechita    |
| 1. Etappe | 7. Jul.  | Hermannstadt – Hermannstadt | Hügelige Etappe   | 193,5      | Steele Von Hoff   | Steele Von Hoff   |
| 2. Etappe | 8. Jul.  | Hermannstadt – Păltiniș     | Hochgebirgsetappe | 231        | Nikolaj Michajlow | Nikolaj Michajlow |
| 3. Etappe | 9. Jul.  | Bâlea-See – Bâlea-See       | Einzelzeitfahren  | 6,8        | Kirill Posdnjakow | Nikolaj Michajlow |
| 4. Etappe | 10. Jul. | Hermannstadt – Hermannstadt | Hügelige Etappe   | 143        | Davide Viganò     | Nikolaj Michajlow |

## Gesamtwertung
| \| Gesamtwertung \| Gesamtwertung \| Gesamtwertung \| Gesamtwertung \| Gesamtwertung \| \| Fahrer \| Fahrer \| Land \| Team \| Zeit \| \| ------------- \| ----------------- \| ------------- \| --------------------------- \| ---------------- \| \| 1. \| Nikolaj Michajlow \| Bulgarien \| CCC Sprandi Polkowice \| 13 h 35 min 57 s \| \| 2. \| Francesco Gavazzi \| Italien \| Androni Giocattoli-Sidermec \| + 4 min 33 s \| \| 3. \| Alex Turrin \| Italien \| Unieuro Wilier \| + 5 min 35 s \| |                   |           |                             |                  |
| |                   |           |                             |                  |
| Quelle: ProCyclingStats |                   |           |                             |                  |
| Gesamtwertung |                   |           |                             |                  |
| Fahrer | Fahrer            | Land      | Team                        | Zeit             |
| 1. | Nikolaj Michajlow | Bulgarien | CCC Sprandi Polkowice       | 13 h 35 min 57 s |
| 2. | Francesco Gavazzi | Italien   | Androni Giocattoli-Sidermec | + 4 min 33 s     |
| 3. | Alex Turrin       | Italien   | Unieuro Wilier              | + 5 min 35 s     |

## Wertungstrikots
| Etappe         | Etappensieger     | Gesamtwertung     | Punktewertung     | Bergwertung    | Sprintwertung  | Nachwuchswertung | Bester Rumäne   | Teamwertung          |
| -------------- | ----------------- | ----------------- | ----------------- | -------------- | -------------- | ---------------- | --------------- | -------------------- |
| Prolog         | Andrei Nechita    | Andrei Nechita    | Andrei Nechita    | nicht vergeben | nicht vergeben | Hayden McCormick | Andrei Nechita  | Nippo-Vini Fantini   |
| 1              | Steele Von Hoff   | Steele Von Hoff   | Steele Von Hoff   | Daniel Turek   | Daniel Crista  | Hayden McCormick | Andrei Nechita  | ONE Pro Cycling      |
| 2              | Nikolaj Michajlow | Nikolaj Michajlow | Nikolaj Michajlow | Daniel Turek   | Daniel Crista  | Marco Tecchio    | Serghei Țvetkov | Parkhotel Valkenburg |
| 3              | Kirill Posdnjakow | Nikolaj Michajlow | Steele Von Hoff   | Daniel Turek   | Daniel Crista  | Marco Tecchio    | Serghei Țvetkov | CCC                  |
| 4              | Davide Viganò     | Nikolaj Michajlow | Davide Viganò     | Daniel Turek   | Daniel Crista  | Marco Tecchio    | Serghei Țvetkov | CCC                  |
| Wertungssieger | Wertungssieger    | Nikolaj Michajlow | Davide Viganò     | Daniel Turek   | Daniel Crista  | Marco Tecchio    | Serghei Țvetkov | CCC                  |